# Musca confiscata
Musca confiscata este o specie de muște din genul Musca, familia Muscidae, descrisă de Speiser în anul 1924. Conform Catalogue of Life specia Musca confiscata nu are subspecii cunoscute.